# Nikolaj Przjevalski

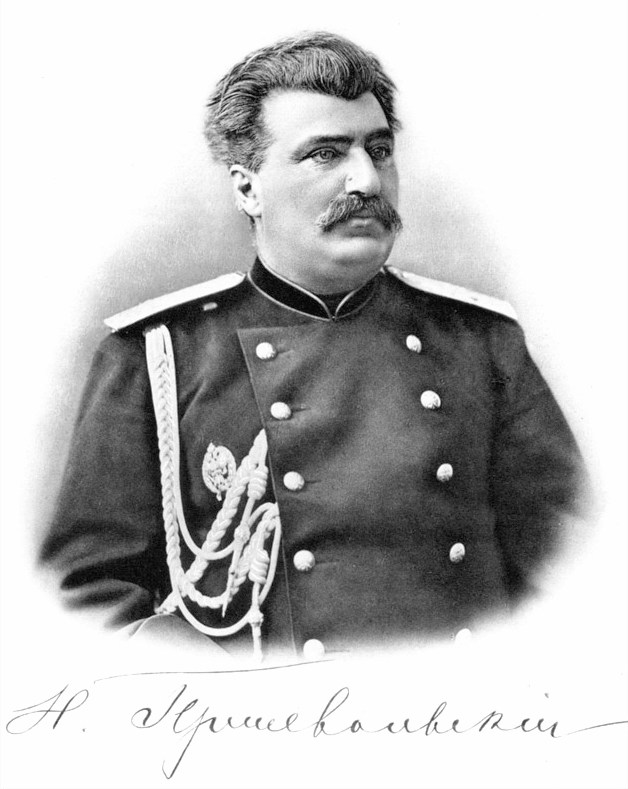
Nikolaj Przjevalski

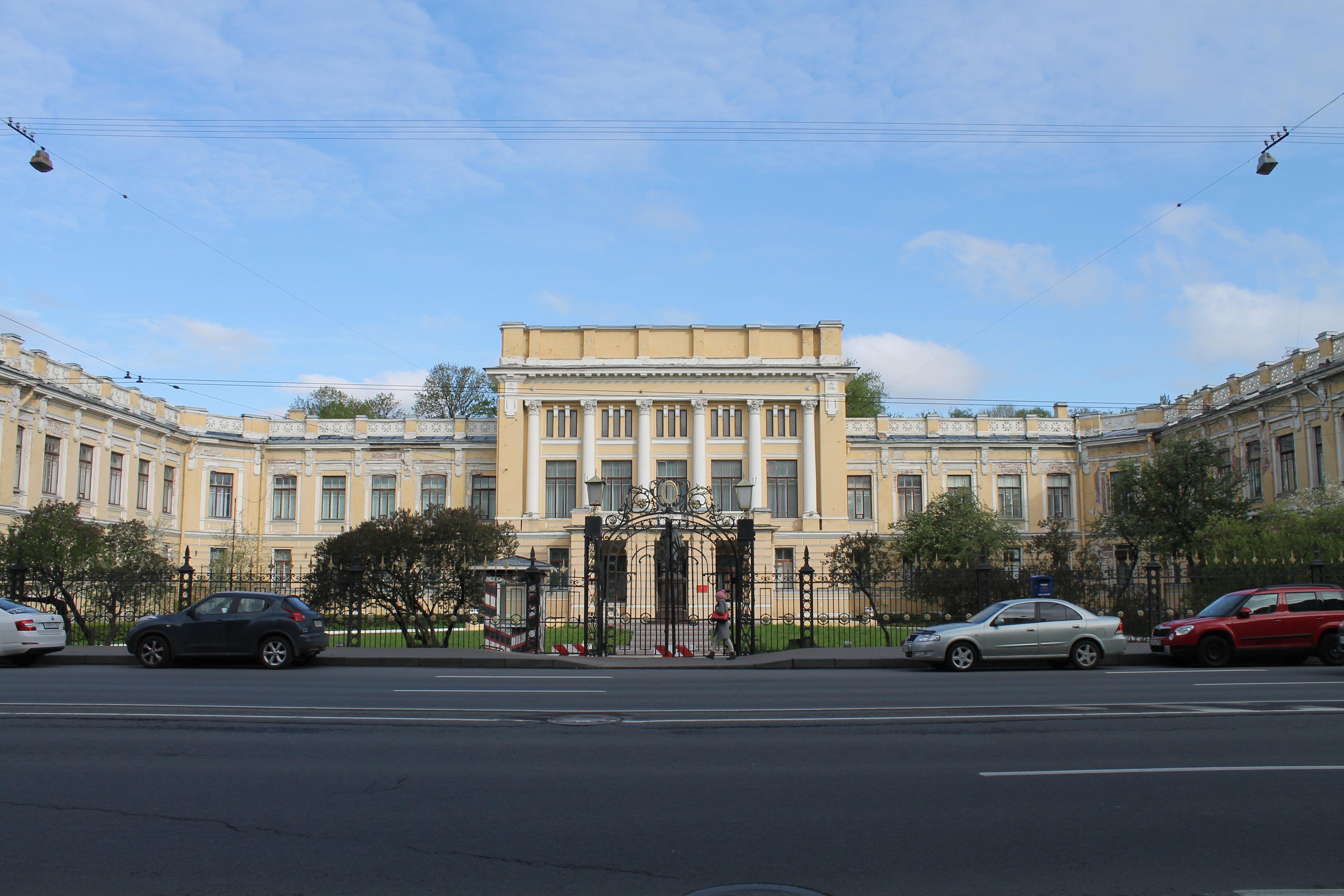
Keizerlijke Nicolaas Militaire Generale Staf Academie
(1832—1918), Sint Petersburg

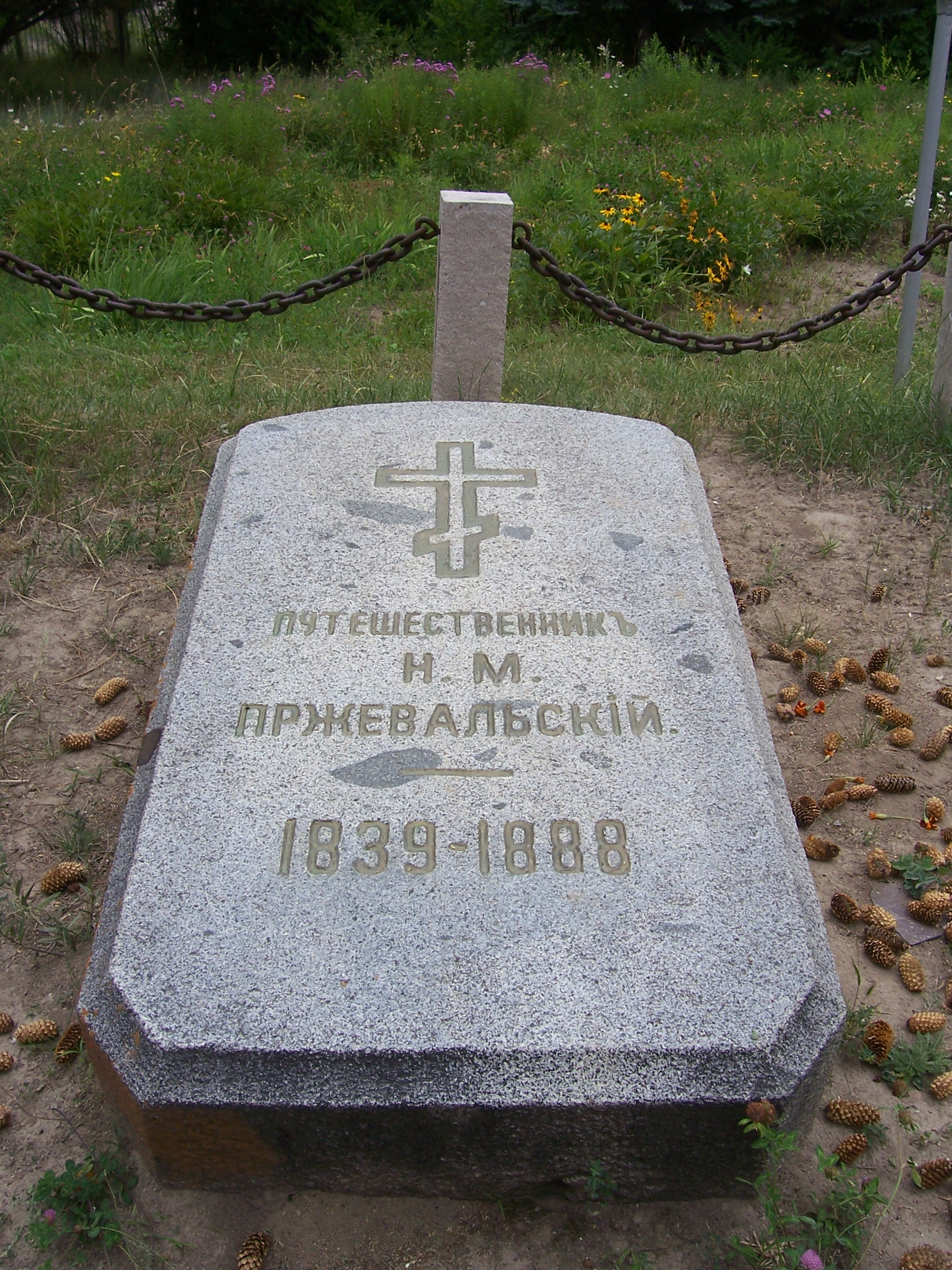
Grafsteen in Karakol (Kirgizië)

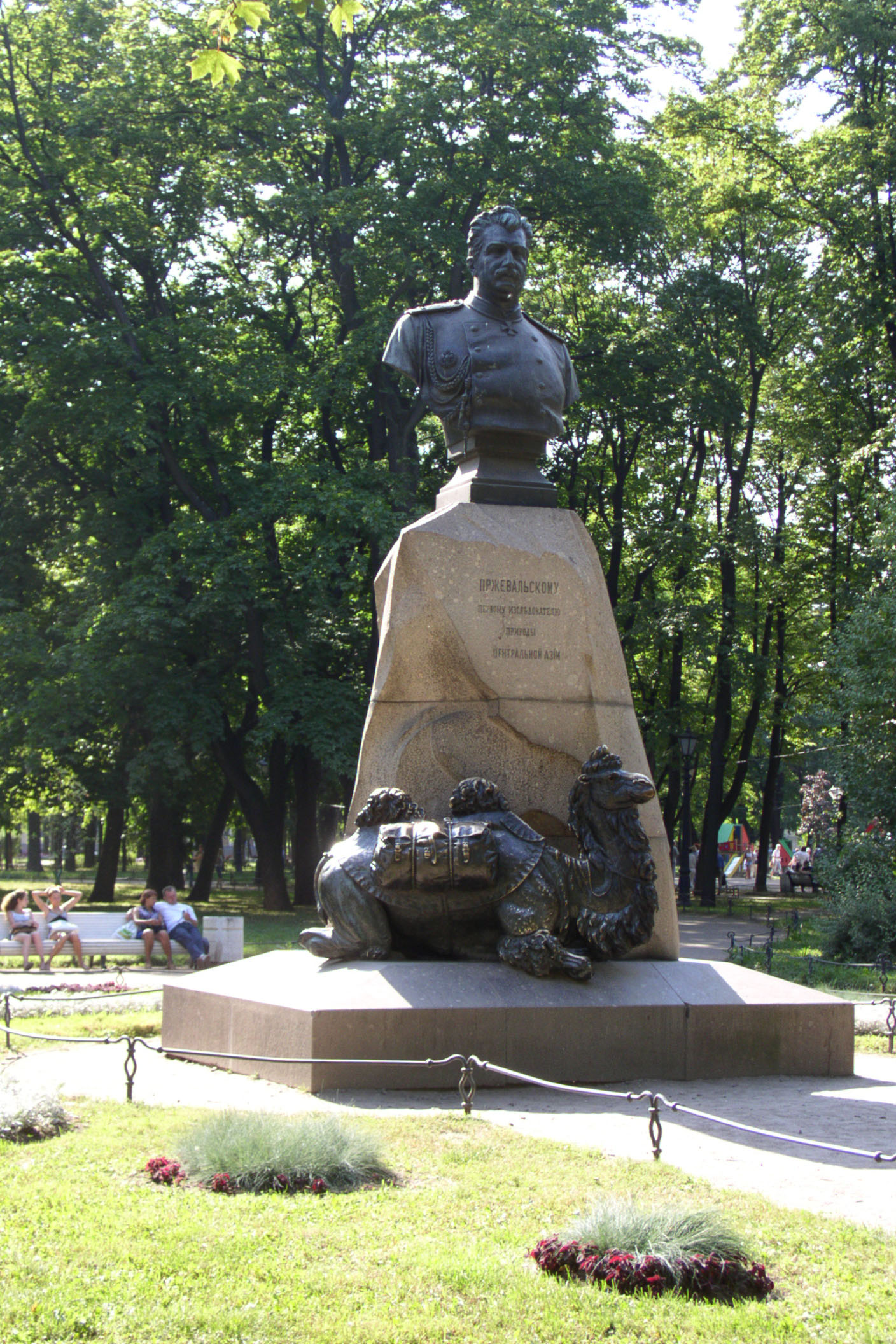
Monument van Nikolaj Przjevalski in Sint-Petersburg

Nikolaj Michajlovitsj Przjevalski of Przewalski (Russisch: Николай Михайлович Пржевальский, ook andere transliteraties zijn in gebruik) (Kimborovo (ook Kimbory, tegenwoordig Przjevalskoje) bij Smolensk, 12 april [O.S. 31 maart] 1839 – Karakol (Kirgizië), 1 november [O.S. 20 oktober] 1888) was een Russische militair en ontdekkingsreiziger die een vijftal expedities naar Centraal-Azië organiseerde. Hij was de eerste wetenschapper die het landschap, de flora en de fauna van het gebied beschreef. Hij gaf zijn achternaam aan het przewalskipaard.
Vanwege de fysieke gelijkenis werd in Rusland wel gedacht dat hij de vader van Jozef Stalin was.

## Familie, jeugd en opleiding
In de tweede helft van de 16e eeuw veranderde Karnila Parovalsky, een beroemde Zaporozje-Kozak, bij het in dienst treden van de Poolse koning, zijn achternaam in de Poolse vorm Przewalski. Hij kreeg vijf dorpen in de provincie Smolensk. Eind 18e eeuw werd het gebied Russisch en Nikolajs grootvader Kazimir verliet als jongen de jezuïtische school in Polotsk, russificeerde zijn naam in Fomitsj Koezma, werd onder de Russische adel geregistreerd, maar had geen eigen land. Nikolajs vader, Michail, pensioneerde wegens slechte gezondheid in 1835 op 32-jarige leeftijd. De rijk geworden Aleksej Karetnikov in Kimborovo had drie dochters en Michail huwde in 1838 de jongste, Jelena. 
Op 12 of 13 april 1839 werd Nikolaj geboren, in mei 1840 zijn broer Vladimir en in 1843 Jevgeni. Na de geboorte van Vladimir werd Otradnoye (vreugdevol) gebouwd, een mijl van Kimborovo vandaan. Nikolajs verzorgster, Olga Makarjevna, bestierde er met zijn moeder het huishouden. Makarjevna bleef haar hele leven in dienst van Nikolaj en stierf in hetzelfde jaar als hij. Nikolaj voelde zijn leven lang voor geen vrouw een grotere aanhankelijkheid dan voor haar. Zijn vader stierf in 1846. 
In 1849 ging Nikolaj naar het Smolensker gimnaziya. Hij kreeg er een afkeer voor school en de stad. Jelena hertrouwde in 1854 met Ivan Tolpygo en kreeg van hem kinderen: Aleksandra in 1855, Nikolaj in 1856 en Ippolit in 1858. Nikolaj ging in 1855 van school en trok naar Moskou om dienst te nemen in de infanterie. 
In 1856 kwam hij in het Belev-regiment in Kozlov, waar hij uit verveling las en dagdroomde. Daar ontstond het idee om onderzoeker te worden. Hij werd 'lans-korporaal' in het Polotsker Regiment in Bely tot overplaatsing naar Kremenets in 1860, waar hij besloot onderzoeker te worden van onbekende wildernissen. Hij schreef Herinneringen van een jager (Воспоминания охотника; hij was een fervent jager). Hij ging studeren en trad toe tot de Academie van de Generale Staf in Sint Petersburg. Zijn Statistische beschrijving en militaire weergave van de Kraj Priamoer (Опыт статистического описания и военного обозрения Приамурского края) bezorgde hem een reputatie bij de Keizerlijk Russisch Geografisch Genootschap, dat hem tot lid verkoos. Hij ging vóór zijn eindexamen naar Polen om er een opstand te helpen neerslaan en werd adjudant bij het Polotsker Regiment in Piotrków bij Warschau. 
In 1864 werd hij leraar geschiedenis en geografie aan een college voor Junker-kadetten in Warschau en bleef er twee jaar. Hij leerde er Iosafat Fateyev kennen en studeerde bij zoöloog en ornitholoog Taczanowski en botanicus Aleksandrowicz. Nikolaj wilde tot de Generale Staf benoemd worden om op expeditie te kunnen gaan. 
In 1866 werd hij overgeplaatst naar het Oost-Siberisch militaire district, waar hij zijn dissertatie over had geschreven. Pjotr Semjonov-Tjan-Sjanski hielp hem op 19 juni 1867 een expeditie te beginnen om het gebied van de Oessoeri te onderzoeken. Er zouden vier expedities naar Centraal-Azië op volgen.

## Eerste reis naar Centraal-Azië
Przjevalski's eerste reis begon in 1870, vanuit Irkoetsk. Hij bezocht Oerga (het huidige Ulaanbaatar), waar hij opmerkte dat er veel bedelaars in de stad waren. Daarna trok hij door de Gobi-woestijn naar Kalgan (Zhangjiakou) en Peking. Vervolgens trok hij weer noordwaarts, naar de Tari-Nor ('Nor' betekent meer), en westwaarts langs de Gele Rivier.
Przjevalski stak de Ala-Shan over, een zuidelijke uitloper van de Gobi. Hij beklom de Hola Shan, en wilde doorreizen naar Kokonor, maar werd gedwongen terug te keren wegens geldgebrek. Hij stak opnieuw de Mongoolse vlakten over, de winterse koude (-32 °C) trotserend. Hoewel zijn kamelen gestolen werden, bereikte hij begin januari 1872 Kalgan. Onmiddellijk maakte hij de voorbereidingen voor zijn tweede poging Kokonor te bereiken.
Ditmaal was het de Ordoswoestijn waar Przjevalski de hete zomer te verduren had. Hij beklom opnieuw de Nan Shan, en bereikte ditmaal Kokonor. Hiermee was het oorspronkelijke doel van de expeditie bereikt, maar Przjevalski stelde zich een nieuw doel: de Tibetaanse hoofdstad Lhasa. Hij trok derhalve verder, maar in het brongebied van de Jangtsekiang, ongeveer 800 kilometer van Lhasa, moest hij opgeven, opnieuw wegens geldgebrek.

## Latere reizen
Lhasa was ook het doel van zijn volgende expedities. Op zijn tweede reis, in 1876 en 1877, bereikte hij als eerste Europeaan (of in elk geval als eerste sinds Marco Polo) Lop Nor en ontdekte het Altin Tagh-gebergte. Hij stelde vast dat het samen met de Kunlun in het westen en de Nan Shan in het oosten een barrière langs de gehele noordgrens van Tibet vormde. Vanwege de winter kon hij het gebergte niet oversteken.
Op zijn derde reis (1879-1880) kwam hij het dichtst bij zijn doel Lhasa te bereiken. Ditmaal vertrok hij vanaf Russisch Centraal-Azië, en trok over het westelijk uiteinde van de Nan Shan Noordoost-Tibet binnen. Hij kwam tot op 270 kilometer van Lhasa, maar de Chinese ambassadeur in Lhasa had het gerucht laten verspreiden dat Przjevalski de dertiende dalai lama Thubten Gyatso wilde kidnappen. Tibetaanse soldaten vielen Przjevalski aan en dwongen hem terug te keren.
Op zijn volgende reis, in 1884 en 1885, werd hij opnieuw door Tibetaanse beambten tegengehouden, maar hij verzamelde wel veel informatie over noordoostelijk Tibet, waaronder de bron van de Gele Rivier. Bij zijn terugkeer naar Rusland stak hij de Altyn Tagh, de Takla Makan en de Tiensjan over.
In 1888, net begonnen met zijn vijfde reis, stierf Przjevalski in Karakol (Kirgizië), aan het Issyk Kul-meer. Hij werd aan de oever van het meer begraven. De Russen hernoemden de urbane nederzetting (Kirgizisch, afgekort: ШТА) waar hij begraven ligt later tot Pristan-Przjevalsk (Пристань-Пржевальск, vertaald: Przjevalsk-oever).
Przjevalski heeft nooit zijn doel bereikt Lhasa te bezoeken, maar geldt wel als een belangrijk ontdekkingsreiziger en natuuronderzoeker. 

### Przewalskipaard

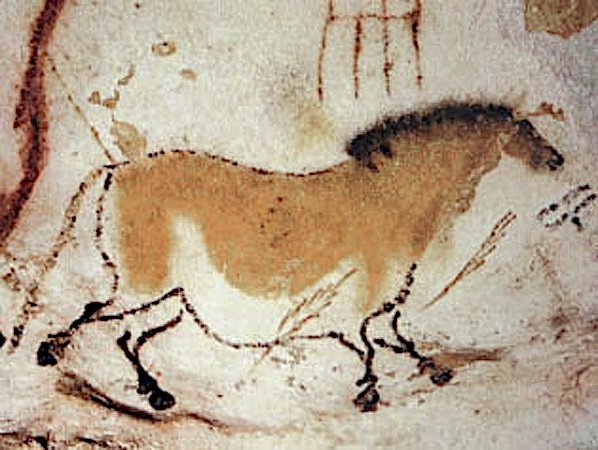
Grotschildering van Lascaux, Frankrijk (ca. 15.000 - 10.000 v.Chr.), van een paard met een wildkleur, een verondersteld kenmerk van de primitieve soort waar de moderne paarden van afstammen.

Tot zijn ontdekkingen als natuuronderzoeker behoren het przewalskipaard en de wilde kameel. 
In april 1879, niet ver van Zajsansk in Oost-Kazachstan brachten Kirgizische jagers Przjevalski de kop en huid van de kurtag of takhi en Przjevalski had gelijk in de gaten dat dit het primitieve Mongoolse wilde paard was, van Mongoolse en Tibetaanse verslagen, maar nooit eerder door een Europeaan aanschouwd. Het ras kwam vroeger voor in de euraziatische steppen, floreerde in het Pleistoceen en werd door de mens van de Steentijd geschilderd in grotten van de Atlantische kust tot Oost-Siberië. Przjevalski stuurde de kop en huid naar St. Petersburg als een ras van de tarpan, het tot dan enig bekende primitieve paard. In mei 1879 zag hij het paard voor het eerst in levenden lijve, in de woestijn van Dzoengarije, maar het paard kwam nooit binnen het bereik van zijn geweer.